# 워드 힐 라몬
워드 힐 라몬(Ward Hill Lamon, 1828년 1월 6일– 1893년 5월 7일)은 미국 대통령 에이브러햄 링컨의 친구이자, 스스로 임명한 보디가드이다. 라몬은 1865년 4월 14일 포드 극장에서 링컨이 암살당하던 밤에 자리를 비워서 유명해졌다. 당시의 부재는 링컨이 그를 버지니아주 리치몬드로 파견한 것이다.

## 배경
링컨과 라몬의 관계는 클린트 클레이 틸턴이 쓴 《링컨과 라몬》에서 추적해 볼 수 있다. 라몬은 버지니아주 윈체스터 근처에서 태어나, 2년간 의학을 공부했고, 나이 19살 때 친척과 함께 살기 위해 일리노이주 던빌로 이주를 했다. 그는 법학사 졸업장을 따기 위해 루이빌 대학교에 입학했으며, 1851년 일리노이 주에서 변호사를 개업했다. 1850년, 그는 다시 버지니아로 돌아가 앤젤리나 튜터와 결혼을 하고서, 다시 법률 활동을 하기 위해 일리노이 주로 돌아온다. 앤젤리나는 에후드와 프리실라 스트로드 터너의 딸로, 웨스트버지니아 베딩턴에 있는 그들은 집은 2002년 국립 사적지 등록소에 프리실라 스트로드 터너의 집으로 등재되었다. 앤젤리나는 1859년 4월에 딸 도로시 하나만 남기고 죽었다. 도로시는 던빌에서 라몬의 누이 윌리엄 모건 부인 슬하에서 길러졌다. 1860년 11월, 라몬은 스티븐 T. 로건 판사의 딸 샐리 모건과 재혼을 했다. 로건은 1841년부터 1844년까지 링컨의 법률 파트너였다.

## 링컨과 초기
링컨과 라몬의 직업적 연대는 1852년 그가 링컨의 일리노이주 던빌에서 법률 동료가 되면서 시작되었다. 그들의 그러한 동업 관계는 라몬이 옛 제8 사법구역의 검사가 되어 1857년에 일리노이 블루밍턴으로 이사를 가게 되는 1857년까지 지속되었다. 라몬은 남부에 동정적이었고, 노예제도 폐지론에 대한 증오가 링컨과 그를 갈라놓았지만, 상당히 서로 다른 성격에도 불구하고 그들은 여전히 친구로 남아있었다. 라몬은 공천을 받기 위해 당시 신생 공화당에 가입하였으며, 1860년에는 링컨의 선거운동을 도왔다. 링컨은 링컨은 뉴욕 상원의원 윌리엄 수어드와 지명을 받기 위해 경쟁관계에 있었고, 라몬은 링컨 지지자들로 홀을 채우기 위해 전당대회 참가를 위한 다른 티켓을 확보함으로써 그의 우정을 증명했다. 링컨이 대통령에 선출되자, 라몬은 외교관 직을 희망했지만, 그의 친구에게서 다음과 같은 편지를 받게 된다. “친애하는 힐!, 나는 자네가 필요하네. 나는 자네가 나랑 워싱턴으로 갔으면 하네. 그리고 장기 체류를 위해 준비해 줬으면 하네.” 그리하여 라몬은 1861년 2월 링컨을 동반해 일리노이주 스프링필드에서 워싱턴 D.C.로 여행하게 된다. 이 여행은 파란만장한 사건을 예고하고 있었다.

## 라몬과 볼티모어 음모
라몬은 신체적으로 두드러진 사람이었으며, 대통령직을 수행하는 동안 스스로가 링컨의 경호를 맡았다. 1861년 2월, 탐정 앨런 핑커턴이 워싱턴의 취임식에 가는 도중 볼티모어에 도착하여 링컨 암살 음모를 밝혀냈다. 핑커턴은 링컨에게 계획대로 기차역 사이의 도시를 관통하여 공개적으로 가지말고, 자정 열차를 타고 바로 의사당으로 가야한다고 조언했다.그리하여 라몬이 그를 동반한 선택된 유일한 친구였다.
라몬과 핑커턴은 대통령 선거 경호 때문에 자주 충돌했다. 라몬은 리볼버와 보위 나이프를 제공했지만, 핑커턴은 “링컨이 무장한 채 의사당에 들어갔다”고 세상이 떠들게 해서는 안된다고 항의를 했다.
두 사람들은 시카고 저널에 그들의 워싱턴의 이른 도착을 변경하고자 하는 라몬의 의견에 대해서도 이견을 보였다. 핑커턴은 더 신중하게 그들의 계획 변경을 공개하길 바라지 않았기 때문이다. 핑커턴은 음모를 설명하면서 라몬을 ‘무뇌아에, 자기본위의 멍청이’로 언급하면서 비난했다. 핑커턴은 윌리엄 헌던에게 그들의 보고서를 복사하게 허용했으며, 이것은 라몬이 《에이브러햄 링컨의 생애》를 쓰기 위해 헌돈의 논문을 구매했을 때 라몬의 손에 들어가게 되었다. 그러나 헌돈이 핑커턴의 보고서 사본을 최초로 요구했을 때, 핑커톤은 라몬에 대해 특정해서 언급한 자료에 대해서는 비밀로 해달라는데 동의를 했다.
라몬의 서술은 핑커턴의 조작을 상세하게 언급하고 있다. 볼티모어로 여행하기 몇 달 전에, 새뮤얼 M. 펠턴 필라델피아 윌밍턴과 볼티모어 철도 회장은 핑커턴을 고용한 바 있었다. 볼티모어에서는 고용한 바가 없었다. 펠턴의 보안 우려는 직업을 얻기 위해 다리를 파괴하려는 노동자들에 대한 것이었을 것이고, 게다가 노숙자들이 근처 철도 편의시설에 살고 있었다.

## 같이 보기
- 링컨 암살 사건

## 참고 자료
- Barton, William Eleazar. The Soul of Abraham Lincoln. (1920)
- Cuthbert, Norma Barrett (ed.). Lincoln and the Baltimore Plot, 1861. (1949)
- Donald, David. Lincoln's Herndon. (1948)
- Downing, David C. A South Divided: Portraits of Dissent in the Confederacy (2007)
- Hamand, Lavern M. "Lincoln's Particular Friend" in Essays in Illinois History. (1968)
- Lamon, Ward Hill. The Life of Abraham Lincoln: From His Birth to His Inauguration as President. (1872)
- Lamon, Ward Hill. Recollections of Abraham Lincoln: 1847-1865. (1895)
- Lawson, Sylvia B. "Logan, Stephen T."; http://www.anb.org/articles/04/04-00636.html; American National Biography Online Feb. 2000.
- "Lincoln Stole into Washington to Foil Possible Assassination" New York Times, February 24, 1961, page 25.
- Lurie, Jonathan. "Lamon, Ward Hill"; http://www.anb.org/articles/11/11-00506.html; American National Biography Online Feb. 2000.
- Mackay, James. Allan Pinkerton: The First Private Eye (1996)
- Mitgang, Herbert. "'I Beg Leave To Offer. . . Abraham Lincoln'" New York Times,  May 15, 1960, page SM26.
- Nevins, Allan. The War for the Union: Volume 1, The Improvised War, 1861-1862 (1959)
- Oates, Stephen B. With Malice Toward None: The Life of Abraham Lincoln (1977)
- Oedel, Howard T. "Lincoln Takes the Pulse of the Confederacy at Charleston in March, 1861" in Lincoln Herald 1971 73(3), pages 156-172.
- Tilton, Clint Clay. "Lincoln and Lamon: Partners and Friends" in Publications of the Illinois State Historical Library (1931)
- "Ward Hill Lamon." Dictionary of American Biography (1928–1936)
- Wilson, Douglas L. and Rodney O. Davis, editors. Herndon's Informants (1998)